# スローモーション (中森明菜の曲)
「スローモーション」は、日本の歌手・中森明菜の楽曲。この楽曲は中森の1枚目のシングルとして、1982年5月1日にワーナー・パイオニア（現：ワーナーミュージック・ジャパン）のリプリーズ・レコードレーベルよりリリースされた（EP: L-1600）。

## 背景
「スローモーション」は、1982年7月1日発売のスタジオ・アルバム『プロローグ〈序幕〉』からの先行シングルとして、1982年5月1日にシングル・レコード (EP: L-1600)で発売された。
シングル・レコードのライナーノーツには「スローモーション」の楽譜が掲載された。初回盤にはアンケート用紙付き4P見開きカラーピンナップが封入されていた。
中森にとって、この楽曲はデビュー・シングルにあたる。この楽曲は来生えつこ・来生たかお姉弟による作詞・作曲で、船山基紀が編曲を手掛けた。プロデュースは小田洋雄が務めた。
本作のレコーディングはロサンゼルスで行われた。自身にとって初のレコーディングであったが、「スローモーション」のレコーディングでは、どうしても「スローモションー」と歌ってしまい、ディレクターの島田雄三に複数回注意されてしまったと中森は明かしている。
「スローモーション」をリリースしてから3年後の1985年5月1日発売の映像作品『はじめまして 中森明菜』にて、本曲のレコーディング風景が収録された。
ロスでのレコーディングより帰国直後、デビュー曲の選考作業に入った。デビュー曲の候補としては、スタジオ・アルバム『プロローグ〈序幕〉』収録曲から本曲をはじめ、「銀河伝説」、「あなたのポートレート」、「Tシャツ・サンセット」の4曲が挙がっていた。これらの楽曲のテープを持ち各地のレコード会社の営業所を周った後、さらに中森は「若い子の意見も聞きたい」との理由から、母校である清瀬中学校に赴き、生徒にアンケートをとっている。このクラスでは「Tシャツ・サンセット」が一番人気となり、次点が本曲「スローモーション」だったという。中森本人は「銀河伝説」が好きだったが、最終的には「スローモーション」がデビュー曲となった。
中森は次作「少女A」でTBS系音楽番組『ザ・ベストテン』に出演した際に（1982年9月23日放送）、「少女A」よりも「スローモーション」の方が好きですとのコメントを残している。
「スローモーション」は後の作品でも新録されており、1995年12月リリースのベスト・アルバム『true album akina 95 best』と、2002年12月リリースのベスト・アルバム『Akina Nakamori〜歌姫ダブル・ディケイド』にそれぞれ収録された。2010年には、中森をモチーフとしたパチンコ台『CR中森明菜・歌姫伝説〜恋も二度目なら〜』に本曲が新録された。
シングル盤「スローモーション」のB面として発表された「条件反射」は、中里綴の作詞と三室のぼるの作曲に、「スローモーション」に続いて船山が編曲を手掛けた楽曲である。この楽曲もスタジオ・アルバム『プロローグ〈序幕〉』からの先行シングルカットである。
シングルのジャケット写真が通常盤とプロモーション盤の2種類存在する。
2023年2月27日より株式会社ファンデリー「旬をすぐに」のテレビCMに使用されている（関東限定）。

## 批評
『CDジャーナル』は「スローモーション」について「当然ながらその時代の様相が滲み出ている」と指摘した上で、「意外なほど初々しい歌声のおかげもあってか、今の耳で聴いてもかなり新鮮に響く」と批評した。

## チャート成績
「スローモーション」は、オリコン週間シングルチャートの1982年5月10日付で初登場58位を記録した。その後1982年7月26日付で最高順位30位を記録し、翌週の1982年8月2日付でも2週連続となる30位を記録した。同チャートの100位以内においては、計39週に渡ってランクインしている。

## 収録曲
| 全編曲: 船山基紀。 |                      |            |            |      |
| #                  | タイトル             | 作詞       | 作曲       | 時間 |
| A.                 | 「スローモーション」 | 来生えつこ | 来生たかお | 4:07 |
| B.                 | 「条件反射」         | 中里綴     | 三室のぼる | 4:03 |
| 合計時間:          | 合計時間:            | 合計時間:  | 合計時間:  | 8:10 |

### 規格
- 1988年7月25日 - 8cmCD: 10SL-130[16]
- 1988年12月21日 - CT: 10L5-4040[17]
- 1998年11月26日 - 12cmCD: WPC6-8658[18]
- 2008年11月12日 - デジタル・ダウンロード[19][20]
- 2014年6月18日 - 12cmCD, Singles Box 1982-1991の一枚として

## クレジット
「スローモーション」のライナー・ノーツより
| - プロデューサー: 小田洋雄 - ディレクター: 島田雄三 - ミキサー: 菊地功 | - 撮影: 野村誠一 - デザイン: 持田恭男 - プロモーター: 富岡伸夫 |

## 収録アルバム
スローモーション
- 『プロローグ〈序幕〉』[21][2]
- 『Seventeen』[22][2]
- 『BEST AKINA メモワール』[23][2]
- 『BEST』[24][2]

条件反射
- 『プロローグ〈序幕〉』[21][2]
- 『もう一人の明菜』

## カバーしたアーティスト
- 来生たかお - 1983年12月に発表した企画アルバム『Visitor』でセルフカバーした[25]。
- 鈴木トオル - 1993年にこの楽曲をカバーしシングルとしてリリースされ、鈴木のバージョンはノエビアのCMソングに使われた。編曲：富田素弘[26][27]。
- 河村隆一 - 2006年発売のカバー・アルバム『evergreen 〜あなたの忘れ物〜』に収録[28]。
- 折原みか - 2007年発売のシングル「おりりん☆トランス 〜ハートフルvoice〜」に収録[29]。
- 白雪みぞれ (釘宮理恵) - アニメ『ロザリオとバンパイア』キャラクターソングとして2008年にカバー[30]。
- Acid Black Cherry - 2008年発売のカバー・アルバム『Recreation』に収録[31]。
- Donna Fiore - 2008年発売のカバー・アルバム『fiore』に収録[32]。
- 高月彩良 - 2009年発売のbump.yのカバー・コンピレーション・アルバム『Sweet Hits☆』で本曲をカバーした[33]。
- つるの剛士　-2012年発売の『つるのうた2』に収録。
- 中田裕二[注釈 1] - 2014年6月18日発売のカバーアルバム『SONG COMPOSITE』に収録[34][35]。
- 徳永英明 - 2015年発売の『VOCALIST 6』に収録[36]。
- 真心ブラザーズ - 2015年発売のカバーアルバム『PACK TO THE FUTURE』に収録[37]。
- 矢川葵 - 2022年発売の『See the Light』に収録[38]。
- 森愁斗 - SDRのクリエイティブレーベル“MeMe Meets”新プロジェクト「Re:spect」の第4弾として2022年11月30日デジタルリリース。[39]
- 玉井詩織(ももいろクローバーZ) - 2025年発売予定のトリビュート・アルバム『中森明菜 Tribute Album “明響”』に収録[40]。